# Alex Mariah Peter
Alex Mariah Peter (* 6. November 1997 in Köln) ist ein deutsches Model. Sie nahm 2021 an der 16. Staffel von Germany’s Next Topmodel teil und wurde als erste Transfrau Siegerin der Show.

## Leben
Peters Mutter stammt aus Südkorea, ihr Vater aus Südafrika. Sie trennten sich in den ersten Jahren nach ihrer Geburt. Mit vier Jahren bekam Peter einen Stiefvater. Mit 21 hatte sie ihr Coming-out als Transfrau, anschließend unterzog sie sich einer Transition inklusive geschlechtsangleichender Operationen. Sie studiert in Köln Journalismus und Unternehmenskommunikation.

## Germany’s Next Topmodel
2021 nahm Peter an der 16. Staffel von Germany’s Next Topmodel teil. Dort wurde sie unter anderem für Galvan London und Lena Gerckes Modelabel LeGer gebucht. Im Finale am 27. Mai 2021 siegte Peter gegen drei weitere Kandidatinnen und gewann 100.000 Euro sowie ein Auto. Zudem wurde sie auf dem Cover der Zeitschrift Harper’s Bazaar abgebildet.

## Karriere
Nach ihrem Sieg modelte sie für Swarovski, Douglas und für die österreichische Designerin Marina Hoermanseder. Sie war Testimonial für Parfüms von Jean Paul Gaultier, Christian Dior und Thierry Mugler.  Im Juni 2021 war sie Interview-Gast bei World Wide Wohnzimmer. Sie modelte für eine Beauty-Kampagne von Kylie Jenners Make-up-Unternehmen Kylie Cosmetics.
Im Januar 2022 war sie in einem Werbespot von L’Oréal zu sehen. Im März 2022 war Peter das Kampagnengesicht von Dior Beauty. Im Mai 2022 brachte Peter bei Peek & Cloppenburg eine eigene Kollektion heraus. Im Dezember 2022 war sie in einer Winter-Parfüm-Kampagne von Gaultier zu sehen. Zudem war sie in einer TV-Kampagne von o2 zu sehen. Weitere Modeljobs folgten für Crocs und Karl Lagerfeld-Lingerie. Ihren Auftritt 2022 bei 13 Fragen brach sie ab. Von November 2022 bis Juni 2024 betrieb sie mit Alicia-Awa Beissert den Podcast Yum Yum Hustlers.
Im Februar 2023 nahm Peter an der 16. Staffel von Let’s Dance teil. Sie schied als erste Kandidatin aus und belegte den 14. Platz. Ende Februar 2023 wurde Peter für eine Fotostrecke für die Zeitschriften Glamour und die InStyle gebucht.
In der Talkshow deep und deutlich sprach Peter im April 2023 über ihre Vergewaltigung. Ende desselben Monats war sie bei Germany’s Next Topmodel in Folge 10 als Gast und Coach zu sehen. Anfang Mai 2023 warb sie in einer Kampagne von Merz Aesthetics für „weibliches Empowerment“ mittels „Enttabuisierung von Schönheitsoperationen“. Im Mai 2023 war sie Gast in Vanessa Mais Show On Mai Way.

## Fernsehauftritte
- 2021: Germany’s Next Topmodel (ProSieben, Gewinnerin)
- 2022: 13 Fragen (ZDF, Talkshow-Gast)
- 2023: Let’s Dance (RTL, Teilnehmerin)
- 2023: Deep und deutlich (ARD, Talkshow-Gast)
- 2023: Germany’s Next Topmodel (ProSieben, Coach)